# Mihnea al III-lea Radu

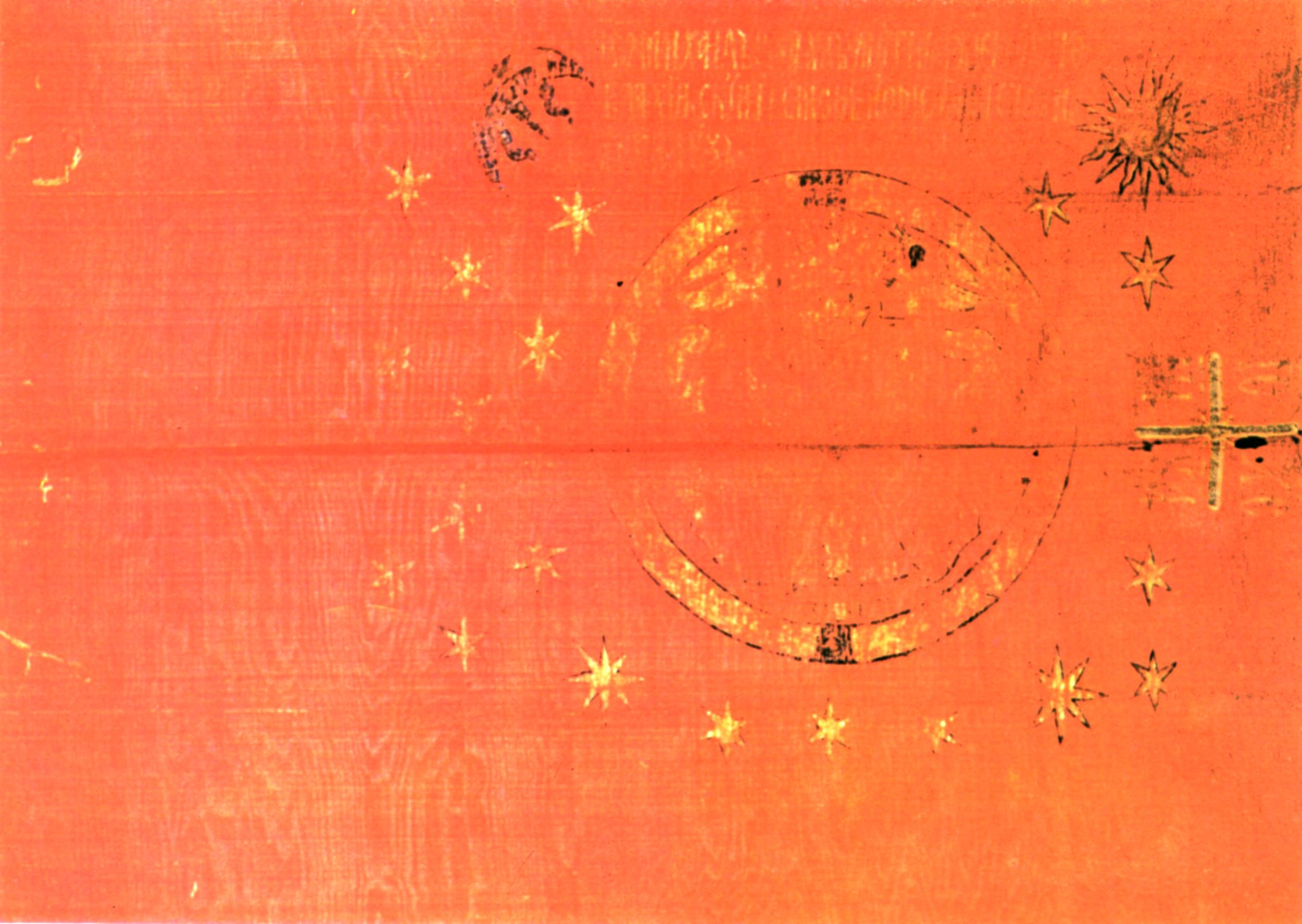
Steagul lui Mihail Radu

Șiling de argint emis de voievod cel mai probabil în timpul șederii sale în Transilvania

Mihnea al III-lea (sau Mihail Radu; n. 1613, Iași, Moldova – d. 5 aprilie 1660, Comitatul Sătmar, Regatul Ungariei) a fost domn al Țării Românești între 1658-1659. A dus o politică internă de consolidare a domniei, sprijinindu-se, împotriva marii boierimi, pe slujitorii militari (dorobanți), pe orășeni și pe țărani, cărora le-a îngăduit să se răscumpere, fără voia stăpânilor lor.

## Domnia
După încoronarea de la mănăstirea Radu-Vodă de către patriarhul Macarie al Antiohiei și-a schimbat titlul de „domn” cu cel de „ighemon” și numele de Mihnea cu cel de Mihail-Radu.
Coordonându-și acțiunile cu cele ale principelui Transilvaniei, Gheorghe Rákóczi al II-lea, a început acțiunile militare împotriva turcilor (1659). După câteva victorii obținute în sudul Dunării, atacat din spate de tătari și având împotrivă întreaga boierime, a fost nevoit să se retragă în Transilvania, unde a și murit.
Steagul Țării Românești din vremea lui Mihnea al III-lea avea fondul roșu închis, pictat cu aur, vulturul bicefal bizantin cu coroană princiară, având ca suporți doi lei rampanți, totul încoronat cu o coroană arhiducală susținută de doi îngeri; în partea superioară a steagului era scris numele și titulatura. IO Mihail Radu cu mila lui Dumnezeu domn al Ungrovlahiei și al părților megieșite arhiduce.